# Avi Arad

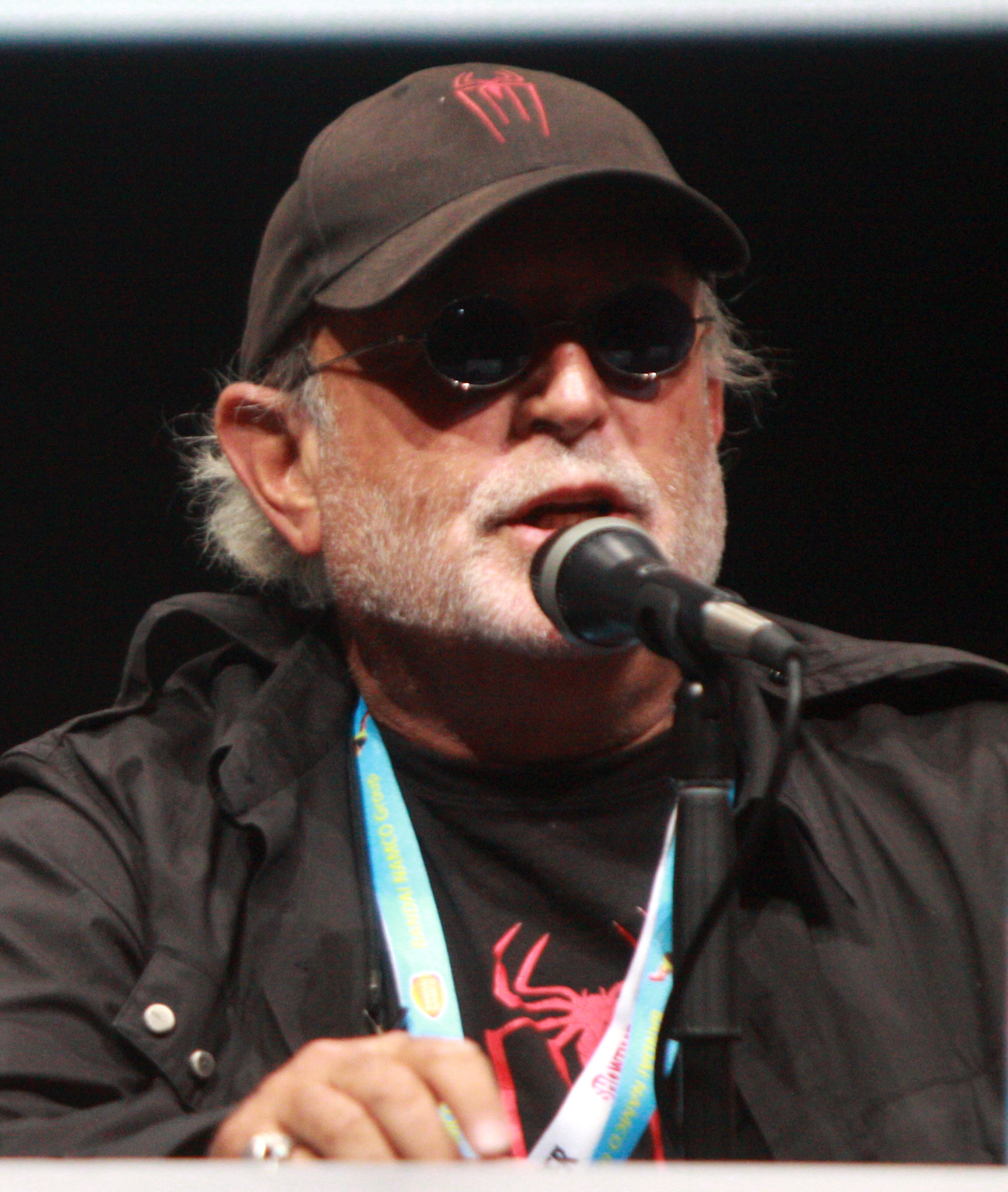
Avi Arad (2013)

Avi Arad (hebräisch אבי ארד; * 1948 in Ramat Gan, Israel) ist ein israelisch-amerikanischer Filmproduzent.
In den 1990er Jahren war Arad gemeinsam mit Isaac Perlmutter Geschäftsführer des Unternehmens Toy Biz, das später Marvel Comics übernahm und vor dem drohenden Konkurs rettete.
Arad trat im Film X-Men (2000) in einer Nebenrolle auf.
Arad war CEO von Marvel Studios und organisierte das Unternehmen ab 2003 so um, dass es statt als Lizenzgeber selbst als Filmstudio tätig sein konnte. Die erste eigene Produktion, Iron Man, kam 2008 auf den Markt. Arad hatte das Studio allerdings bereits im Mai 2006 verlassen müssen, nachdem es mit Marvel-Studios-COO David Maisel und Perlmutter, dem Chef des Mutterunternehmens, zu Auseinandersetzungen über den künftigen Kurs gekommen war.

## Filmografie (Auswahl)
Arad produzierte seit 1992 knapp 20 Fernsehserien und Videoproduktionen aus dem Marvel-Universum.
- 1996: Generation X (Fernsehfilm)
- 1998: Agent Nick Fury – Einsatz in Berlin (Nick Fury: Agent of Shield, Fernsehfilm)
- 1998: Blade
- 2000: X-Men
- 2002: Blade II
- 2002: Spider-Man
- 2003: Daredevil
- 2003: X-Men 2
- 2003: Hulk
- 2004: The Punisher
- 2004: Spider-Man 2
- 2004: Blade: Trinity
- 2005: Elektra
- 2005: Marvel’s Man-Thing (Man-Thing, Fernsehfilm)
- 2006: Fantastic Four
- 2006: X-Men: Der letzte Widerstand (X-Men: The Last Stand)
- 2007: Ghost Rider
- 2007: Spider-Man 3
- 2007: Fantastic Four: Rise of the Silver Surfer
- 2007: The Invincible Iron Man (Zeichentrickfilm)
- 2008: Iron Man
- 2008: Der unglaubliche Hulk (The Incredible Hulk)
- 2012: Ghost Rider: Spirit of Vengeance
- 2012: The Amazing Spider-Man
- 2014: The Amazing Spider-Man 2: Rise of Electro (The Amazing Spider-Man 2)
- 2017: Ghost in the Shell
- 2018: Venom
- 2018: Spider-Man: A New Universe (Spider-Man: Into the Spider-Verse)
- 2021: Venom: Let There Be Carnage
- 2022: Uncharted
- 2022: Morbius
- 2023: Spider-Man: Across the Spider-Verse
- 2024: Borderlands
- 2024: Venom: The Last Dance